# Костёл Вознесения Девы Марии (Скидель)
Костёл Вознесения Девы Марии (бел. Касцёл Унебаўзяцця Маці Божай) — католический храм в городе Скидель (Гродненский район). Находится по адресу ул. Заречная, 40, в парке. Внесён в Государственный список историко-культурных ценностей Республики Беларусь как объект историко-культурного наследия регионального значения.

## История
Неоготическая церковь построена в 1870 году семьей князей Четвертинских на территории своего усадебного комплекса, который находился на северо-восточной окраине населённого пункта. До 1939 года это был костёл для семьи князя, местные жители его так и называли — «княжеский костёл». Освещён в честь Вознесения Пресвятой Девы Марии и как часовня храм был приписан к приходу Кашубинцы.
Во время Второй мировой войны был закрыт. После 1945 года в нём долгое время располагались военкомат и курсы водителей. В 1980-х годах здание не использовалось.
В 1990 году прихожане храма провели косметический ремонт здания. Плебания, одноэтажное здание с красной наружной кирпича, была перестроена под жилой дом. В 1991 году здание костёла наконец вернули прихожанам, о чем свидетельствует мемориальная доска под хором. В 1993 году в возрожденном храме торжественно прошла первая служба.

## Архитектура
Прямоугольный в плане храм с пятигранной апсидой. Костёл построен из красного кирпича, имеет один неф и трехгранный алтарь. Главный фасад не оштукатурен, по бокам расположены две круглые колокольни. Позднее с северной стороны была пристроена ризница. Над апсидой костёл перекрыт четырехскатной жестяной крышей. Интерьер зала перекрыт звездообразными неоготическими сводами. В главный алтарь вновь помещена икона Вознесения Пресвятой Девы Марии, написанная в 1991 году.
Перед входом в костёл располагается терраса с тринадцатью ступенями. Две кирпичные башни украшены металлическими крестами.